# Мишел Херд
Мишел Херд (енгл. Michelle Hurd; Њујорк, 21. децембар 1966) је америчка филмска и телевизијска глумица. Најпознатија је по улози Моник Џефрис у серији Ред и закон: Одељење за специјалне жртве.